# Aasbüttel
Aasbüttel er en by og kommune i det nordlige Tyskland, beliggende i Amt Schenefeld i den nordvestlige del af Kreis Steinburg. Kreis Steinburg ligger i den sydvestlige del af delstaten Slesvig-Holsten.

## Geografi
Aasbüttel ligger i Naturraum Hohenwestedter Geest, omkring 3 km nordvest for Schenefeld og 15 km nord for Itzehoe, nord for motorvejen A23.